# Stazione di Scanzano Jonico-Montalbano Jonico
Stazione di Scanzano Jonico-Montalbano Jonico vasútállomás Olaszországban, Scanzano Jonico településen.

## Vasútvonalak
Az állomást az alábbi vasútvonalak érintik:
- Jonica-vasútvonal

## Kapcsolódó állomások
A vasútállomáshoz az alábbi állomások vannak a legközelebb:
- Stazione di Policoro-Tursi
- Stazione di Metaponto